# Wójcice (Otmuchów)
Wójcice (deutsch Woitz, 1936–1945 Eichenau O.S., 1945–1947 Wojcice) ist ein Stadtteil von Otmuchów im Powiat Nyski in der Woiwodschaft Opole in Polen.

## Geographie

### Geographische Lage
Das Angerdorf Wójcice liegt im Südwesten der historischen Region Oberschlesien. Der Ort liegt etwa drei Kilometer östlich der Stadt Otmuchów.
Wójcice liegt in der Nizina Śląska (Schlesische Tiefebene) innerhalb der Dolina Nysy Kłodzkiej (Glatzer Neiße-Tal). Südlich des Dorfes fließt die Glatzer Neiße, südöstlich liegt der Stausee Jezioro Nyskie. Durch den Ort verläuft die Woiwodschaftsstraße Droga krajowa 46. Der Bahnhof Wójcice liegt an der Bahnstrecke Nysa–Kamieniec.

### Nachbarorte
Nachbarorte von Wójcice sind im Westen die Stadt Otmuchów (Ottmachau) und im Nordwesten Suszkowice (Tschauschwitz).

## Geschichte

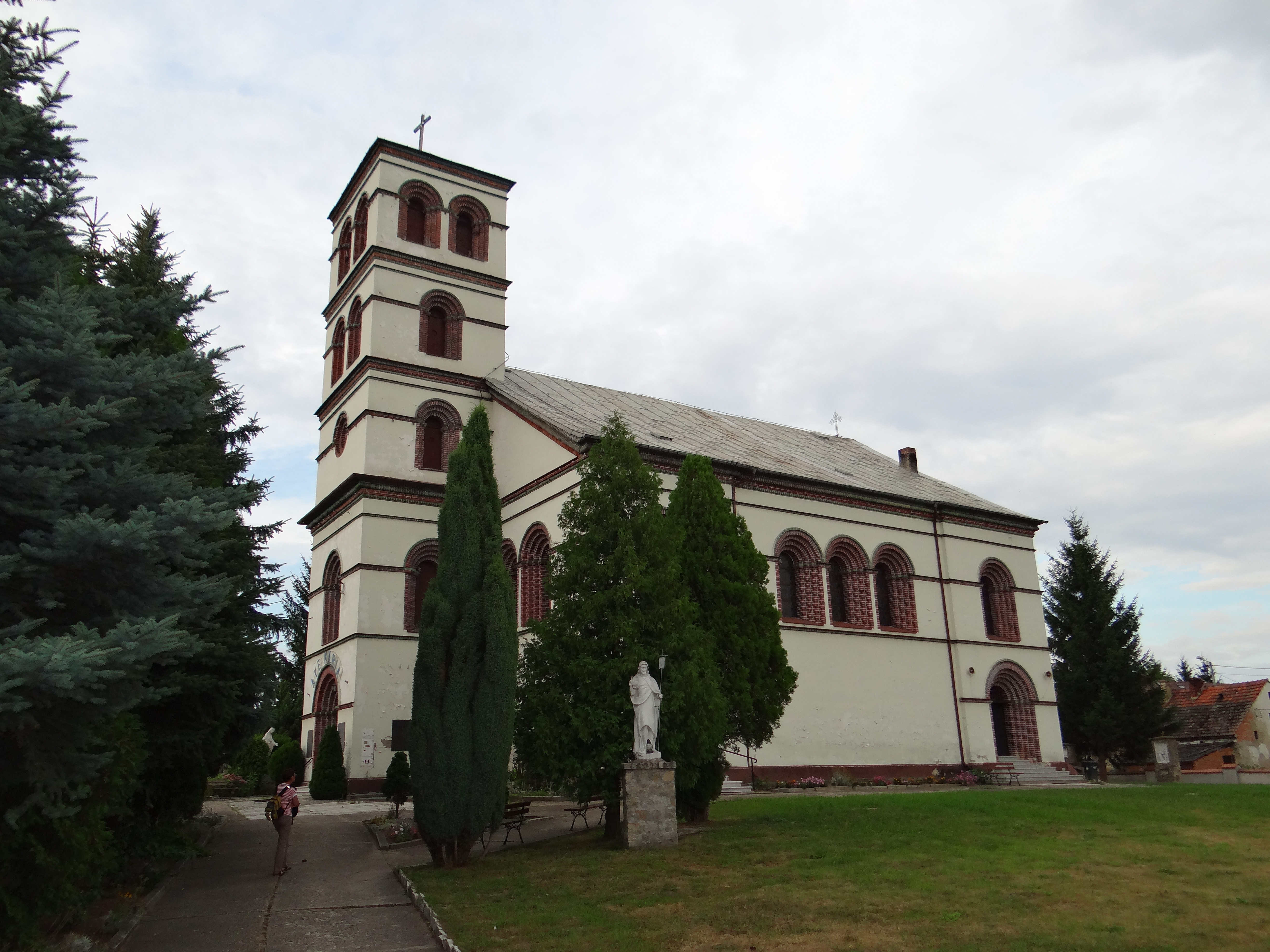
Andreaskirche

Erstmals urkundlich erwähnt wurde „Woytitz“ im Liber fundationis episcopatus Vratislaviensis, dem Zehntregister des Bistums Breslau für die Jahre 1295–1305. Für das Jahr 1418 ist der Ortsname „Woyczycz“ überliefert. Für 1495 ist belegt, dass im Dorf noch polnisch gesprochen wurde. Daraufhin wurde vom Breslauer Bischof Johann IV. Roth angeordnet, die Deutsche Sprache in Woitz einzuführen.
Nach dem Ersten Schlesischen Krieg 1742 fiel Woitz mit dem größten Teil Schlesiens an Preußen.
Nach der Neuorganisation der Provinz Schlesien gehörte die Landgemeinde Woitz ab 1816 zum Landkreis Grottkau im Regierungsbezirk Oppeln. 1845 bestanden im Dorf eine Scholtisei, eine katholische Kirche, eine katholische Schule, eine Holzuhrenmacherei, ein Gasthaus sowie 177 weitere Häuser. Im gleichen Jahr lebten in Woitz 996 Menschen, davon drei evangelisch. 1855 lebten 1050 Menschen in Woitz. 1865 bestanden im Ort 27 Bauern-, 35 Gärtner- und 71 Häuslerstellen. Die dreiklassige Schule wurde im gleichen Jahr von 283 Schülern besucht. 1874 wurde der Amtsbezirk Woitz gebildet, zu dem die Landgemeinden Bauschwitz und Woitz sowie die Gutsbezirke Tschauschwitz und Woitz gehörten. 1885 zählte Woitz 1247 Einwohner.
1933 lebten in Woitz 1027 Menschen. Am 22. Juli 1936 wurde der Ort im Zuge der Germanisierung der Ortsbezeichnungen durch das NS-Regime in Eichenau O.S. umbenannt. 1939 lebten 993 Menschen in Eichenau O.S. Bis Kriegsende 1945 gehörte der Ort zum Landkreis Grottkau.
Als Folge des Zweiten Weltkriegs fiel Eichenau O.S. 1945 wie der größte Teil Schlesiens unter polnische Verwaltung. Nachfolgend wurde es zunächst in Wojcice umbenannt und der Woiwodschaft Schlesien angeschlossen. Die deutsche Bevölkerung wurde weitgehend vertrieben. 1947 wurde der Ortsname in Wójcice geändert. 1950 wurde es der Woiwodschaft Oppeln eingegliedert. 1999 kam der Ort zum wiedergegründeten Powiat Nyski. Am 1. Januar 2018 wurde Wójcice in die Stadt Otmuchow eingemeindet.

## Sehenswürdigkeiten
- Die römisch-katholische Andreaskirche (polnisch Kościół św. Andrzeja Apostoła) ist eine neuromanische Saalkirche. Sie wurde zwischen 1816 und 1818 erbaut. Ein Vorgängerbau wurde bereits 1305 erwähnt.[9] Die Kirche wurde 1966 unter Denkmalschutz gestellt.[10]

## Vereine
- Fußballverein LZS Wójcice
- Freiwillige Feuerwehr OPS Wójcice